# Branko Crvenkovski
Branko Crvenkovski (Бранко Црвенковски), født den 12. oktober 1962 i Sarajevo, er en makedonsk politiker, der har været landets premierminister og præsident.
Den tidligere kommunist blev valgt til formand for det socialdemokratiske parti i Makedonien i april 1991 på partiets første kongres. Efter løsrivelsen fra Jugoslavien blev han i 1992 landets første premierminister og med sine 29 år den yngste regeringschef i Europa. Denne post beklædte han indtil 1998 og igen fra 2002, indtil han den 28. maj 2004 valgtes til præsidentposten. I 2009 afløstes han som præsident af Gjorge Ivanov.
Han er gift med Jasmina Crvenkovska og far til sønen Ljupčo og datteren Marija.